# Niginho
Niginho, właśc.  Leonídio Fantoni (ur. 12 lutego 1912 w Belo Horizonte, zm. 5 września 1975 tamże) – piłkarz brazylijski grający na pozycji napastnika.

## Kariera klubowa
Niginho karierę piłkarską rozpoczął w 1926 roku w klubie z Palestra Itália, w którym grał do 1933. Z klubem z Belo Horizonte trzykrotnie zdobył mistrzostwo stanu Minas Geiras – Campeonato Mineiro w 1926, 1929 i 1930 roku. W 1933 wyemigrował do Europy, gdzie przez 3 lata występował S.S. Lazio. Po powrocie do Brazylii krótko grał w Atletico Mineiro Belo Horizonte i SE Palmeiras, z którym zdobył mistrzostwo stanu São Paulo – Campeonato Paulista w 1935. Lata 1937–1939 spędził w CR Vasco da Gama. W 1937 zdobył tytuł króla strzelców i mistrzostwo stanu Rio de Janeiro – Campeonato Carioca. W 1939 powrócił do rodzinnego Belo Horizonte i grał do końca swojej kariery w klubie Cruzeiro EC. Z Cruzeiro czterokrotnie zdobył mistrzostwo stanu Minas Geiras – Campeonato Mineiro w 1940, 1943, 1944 i 1945.

## Kariera reprezentacyjna
W 27 grudnia 1936 roku zadebiutował w reprezentacji Brazylii w meczu z reprezentacją Peru podczas Copa América 1937. W 1938 Niginho pojechał z reprezentacją Brazylii do Francji na mistrzostwa świata, jednakże nie zagrał w żadnym meczu. Ostatnim jego meczem w barwach canarinhos był mecz przeciwko Argentynie 30 stycznia 1937. W reprezentacji zagrał w 5 meczach i strzelił dwie bramki.